# Nizozemsko na Zimních olympijských hrách 1976
Nizozemsko na Zimních olympijských hrách 1976 reprezentovalo 7 sportovců (3 muži a 4 ženy) v 2 sportech.

## Medailisté
| Medaile | Jméno           | Sport          | Disciplína       |
| ------- | --------------- | -------------- | ---------------- |
| Zlato   | Piet Kleine     | Rychlobruslení | Muži 10 000 m    |
| Stříbro | Dianne de Leeuw | Krasobruslení  | Ženy jednotlivci |
| Stříbro | Piet Kleine     | Rychlobruslení | Muži 5 000 m     |
| Bronz   | Hans van Helden | Rychlobruslení | Muži 1 500 m     |
| Bronz   | Hans van Helden | Rychlobruslení | Muži 5 000 m     |
| Bronz   | Hans van Helden | Rychlobruslení | Muži 10 000 m    |